# Cuib

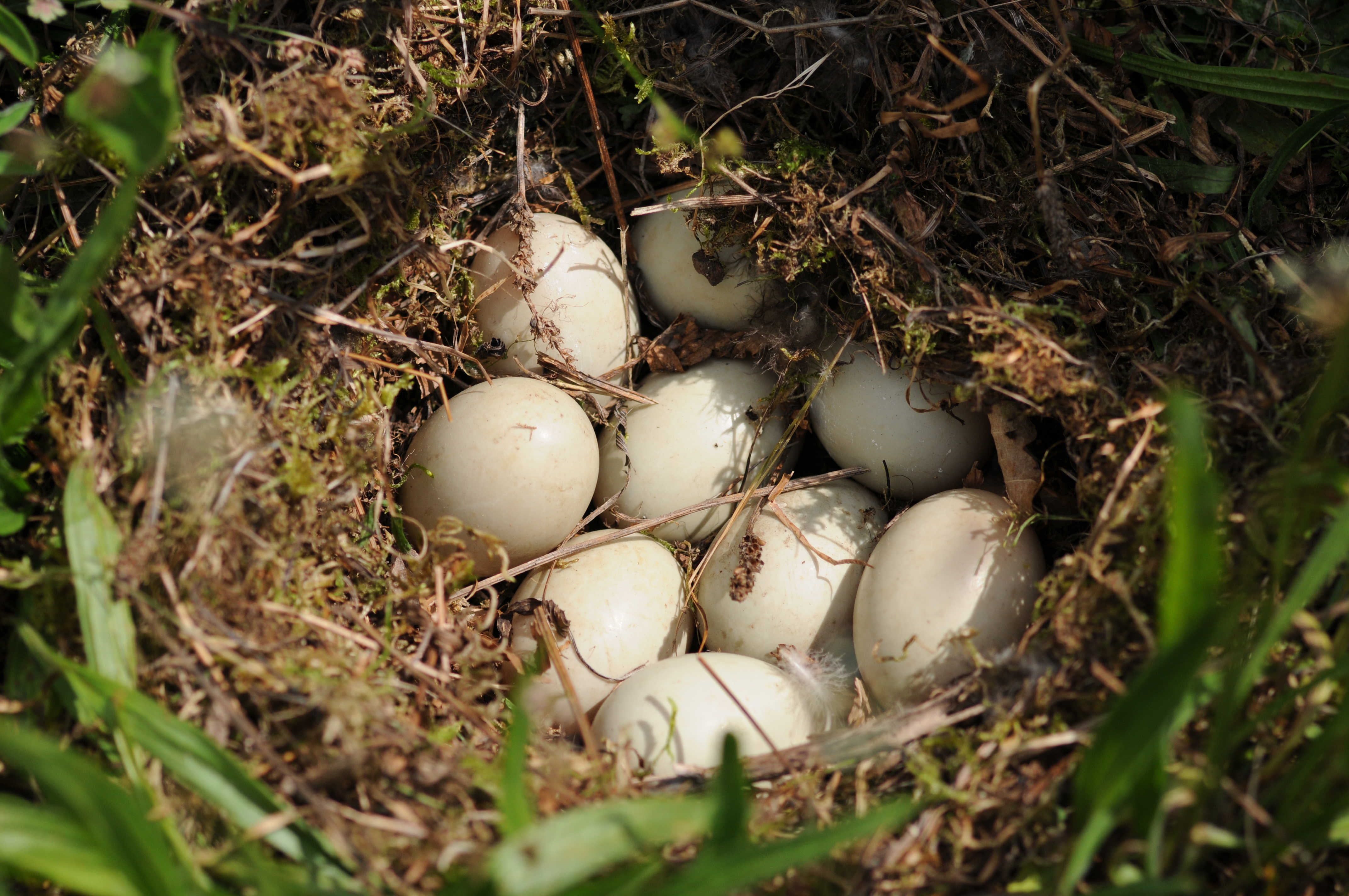
cuib cu ouă

Cuibul este un loc de adăpostire, de procreere, de clocire și de creștere a puilor tipic păsărilor și al unor insecte zburătoare. Rolul cuibului în general este asemănător altor culcușuri din lumea animală precum vizuina, bârlogul, etc.

## Construcție

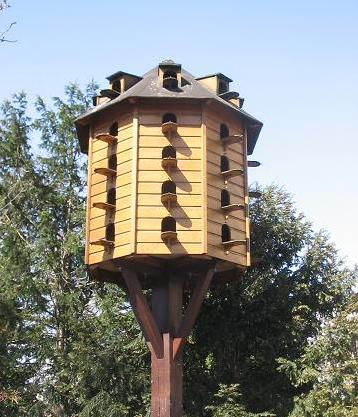
Hulubărie

Cuiburile sunt fabricate din paie, ramuri, pământ, pietricele, frunze iar în ultima vreme să găsesc în alcătuirea cuiburilor și materiale de proveniență industrială, bucățele de cârpă, ațe, etc. Cuiburile sunt acoperite în general cu puf, provenit de la păsările gazde ale cuibului. Cuiburile pot fi construite între ramuri, în scorburi, pe pământ în locuri retrase, pe stânci, în podurile caselor, pe zidurile acestora sau pe stâlpi. Forma construcțiilor, materialele de construcție și locul pe care sunt clădite depind de specia păsării, însă, unele păsări pot fura cuiburile altor specii sau se pot așeza în cuiburile părăsite. De asemenea și oamenii construiesc adăposturi pentru păsări, cuiburi pe care le așază în copaci sau hulubării. Pentru păsările de curte se pregătesc coșuri, coșărci și lăzi îmbrăcate cu paie sau fân pentru ca acestea să depună ouă și să clocească, acestea poartă numele de cuibare. Cucii nu își clocesc ouăle proprii, ci le depun în cuiburile altor păsări.

## Tipuri de cuiburi
Cuiburi pe stânci, păsările din familia Alcidae, au cuiburile cele mai simple, uneori chiar inexistente. Își depun ouăle pe marginea unor stânci abrupte.

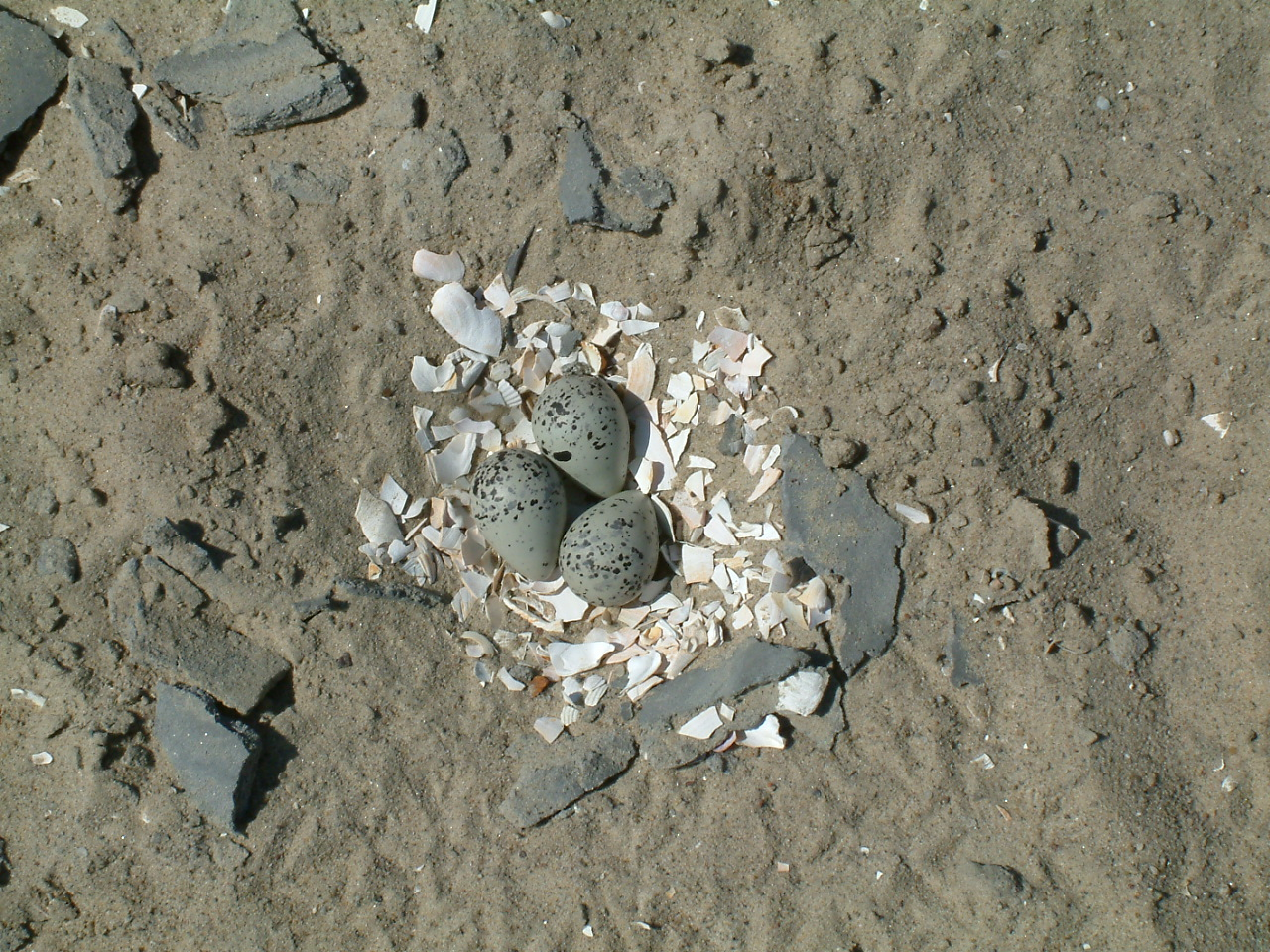
Cuib de Charadrius

Cuiburile scurmate în pământ sunt mici gropi, uneori, acoperite de fân, paie, puf și uneori înconjurate cu pietre pentru ca ouăle să nu se rostogolească afară din cuib. Astfel de cuiburi construiesc: multe specii de rațe, struții, rândunicile de mare, potârnichi, prepelițe, fazani, etc. Ouăle și puii din aceste cuiburi sunt foarte expuse condițiilor meteorologice și prădătorilor. În general, speciile păsărilor care au cuiburi săpate eclozează pui care sunt capabili în scurt timp să părăsească cuibul.

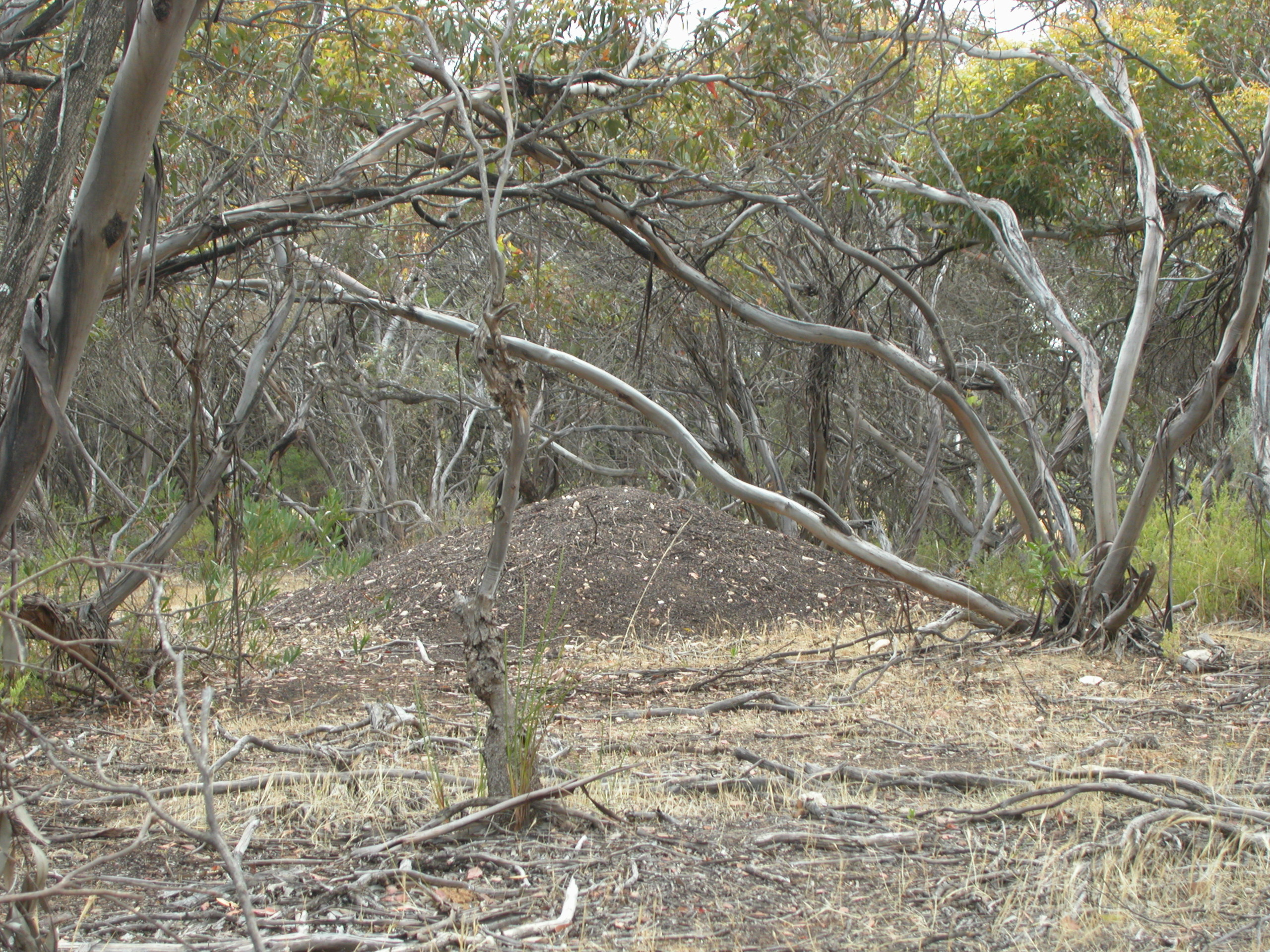
Cuib-movilă construit de o pasăre Leipoa ocellata

Cuiburi-movile, păsările din familia Megapodiidae, construiesc nișe cuiburi, uneori de mărimi gigantice (11 metri diametru și 5 m înălțime), în care își depun ouăle care se incubează datorită căldurii rezultate din procesul de putrezire a elementelor din care acestea sunt construite, acestea fiind: pământ, paie, fân, ramuri, frunze.
Păsările flamingo clădesc niște cuiburi în formă de movilă de 15-45 cm, cu ajutorul ciocului, în vârful cărora așază un singur ou.

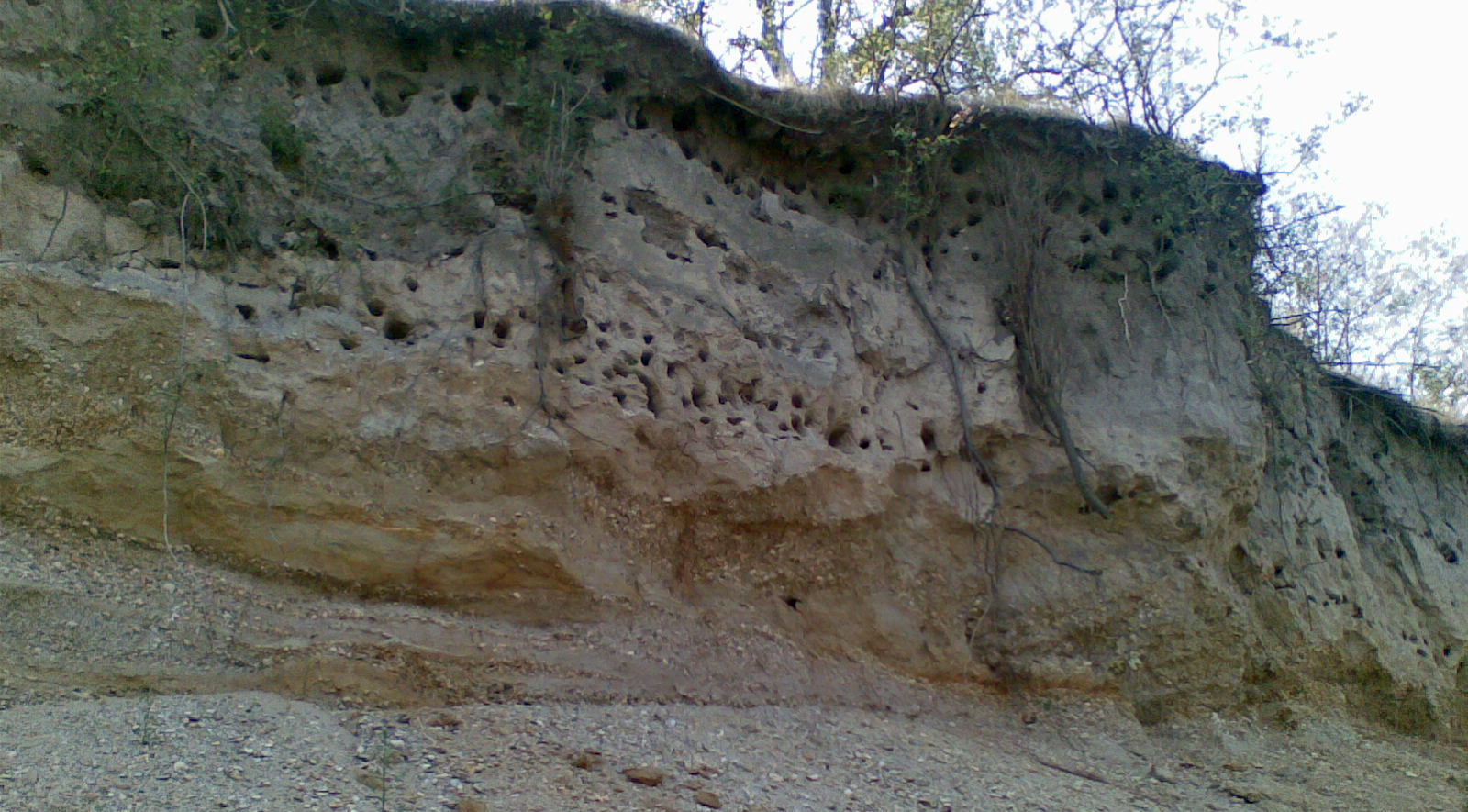
Cuiburi săpate în peretele unei râpe

Cuiburi săpate în pământ sub forma unor mici vizuine. Aceste cavități sunt săpate de păsările gazdă sau sunt vizuine deja formate pe care păsările le ocupă pentru a depune ouăle și de a le cloci, acest caz este al unei specii de cucuvele americane (Athene cunicularia) care ocupă vizuinele câinilor de prerie, taxonilor, veverițelor terestre și a broaștelor țestoase.  Pescărușul albastru ocupă vizuinele iepurilor sălbatici. Între speciile care își fac cuiburi săpate în pământ se găsesc: cele din familiile Procellariidae, Momotidae, Todidae, Alcedines, Geositta, Sclerurus, etc.
Majoritatea cuiburilor săpate sunt construite pe malul unei râpe abrupte, nisipoase sau argiloase. Unele specii construiesc tunele de câțiva centimetri, de 50-90cm în cazul lăstunilor și până la 3 metri în cazul unor papagali (Cyanoliseus patagonus). Cuiburile sunt săpate cu ajutorul pliscurilor, membrelor inferioare, iar unele specii precum Tanysiptera, evacuează molozul din cuib cu ajutorul cozilor.
Cuiburi în scorburi Unele păsări își fac cuib în scorburile copacilor verzi sau uscați, în schimb ce unele își construiesc cuibul singure, acesta fiind cazul ciocănitorilor, păsărilor din familia Trogoniformes sau ascorțarilor. Printre speciile de păsări care îți fac cuib în scorburile deja existente se află păsările din fam. Paridae, Sialia, păsările rinocer, muscarii, bufnițele și unele specii de rațe. Multe dintre speciile care clocesc în scorburi folosesc cuiburile construite de oameni, datorită asemănării lor atît prin formă cât și prin materiale.

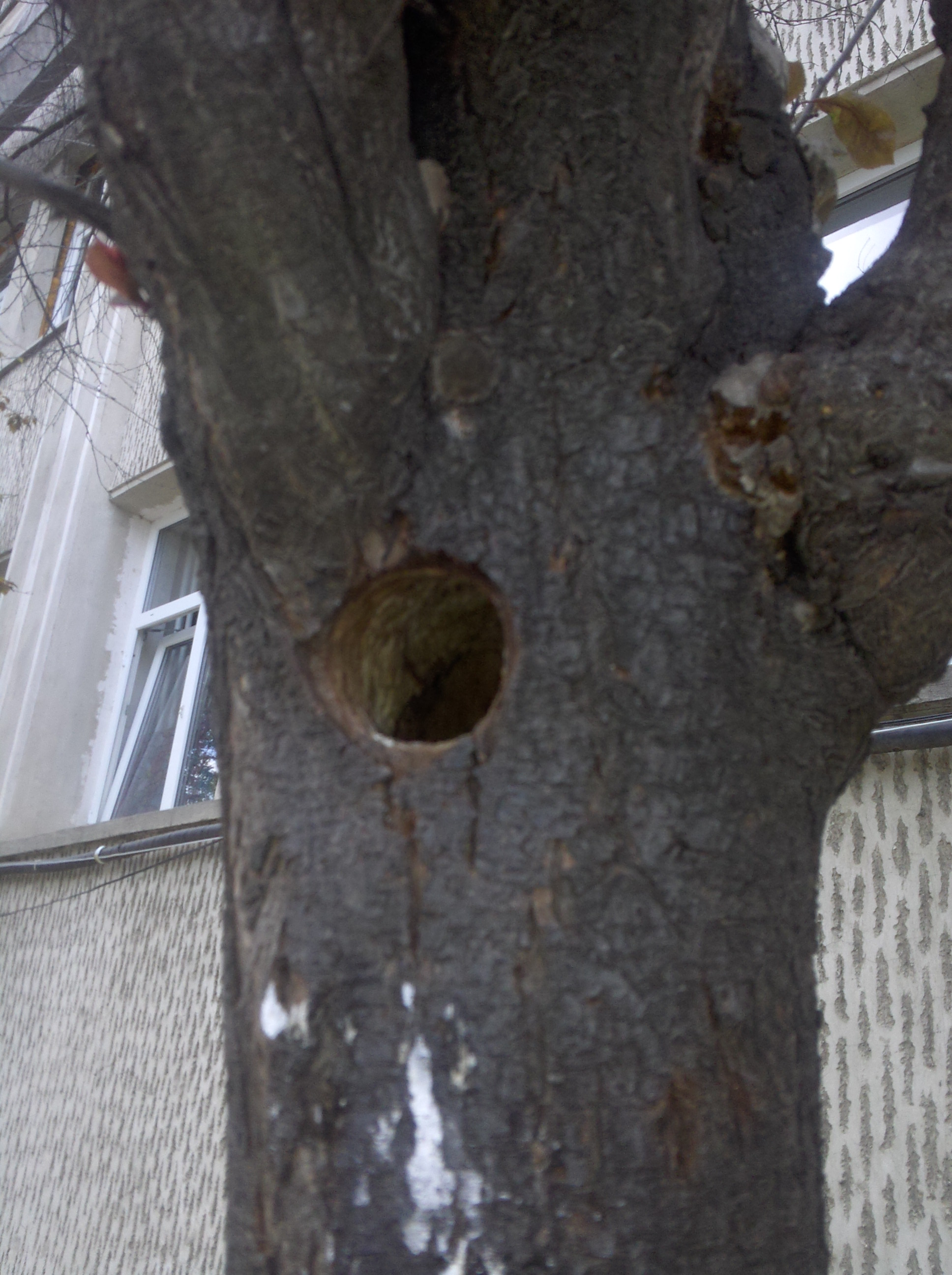
Cuib într-o scorbură

Ciocănitorile sapă scorburi în trunchiul copacilor cu ajutorul ciocurilor bine ascuțite, acțiune care le ia în jur de două săptămâni de muncă. Scorburile sunt construite pe partea care privește în jos a crengii, pentru a împiedica pătrunderea apei de ploaie și de a îngreuna accesul prădătorilor. Scorbura ciocănitorilor este compusă dintr-un tunel prin care se intră și o cameră de clocit și de creștere a puilor. Ciocănitorile își construiesc o scorbură în fiecare an, cu excepția ciocănitorii cu creastă roșie (Picoides borealis) care o folosește toată viața. Această pasăre își construiește scorbura timp de până la doi ani.
Există păsări care îți construiesc scorburi și în unele specii de cactuși.

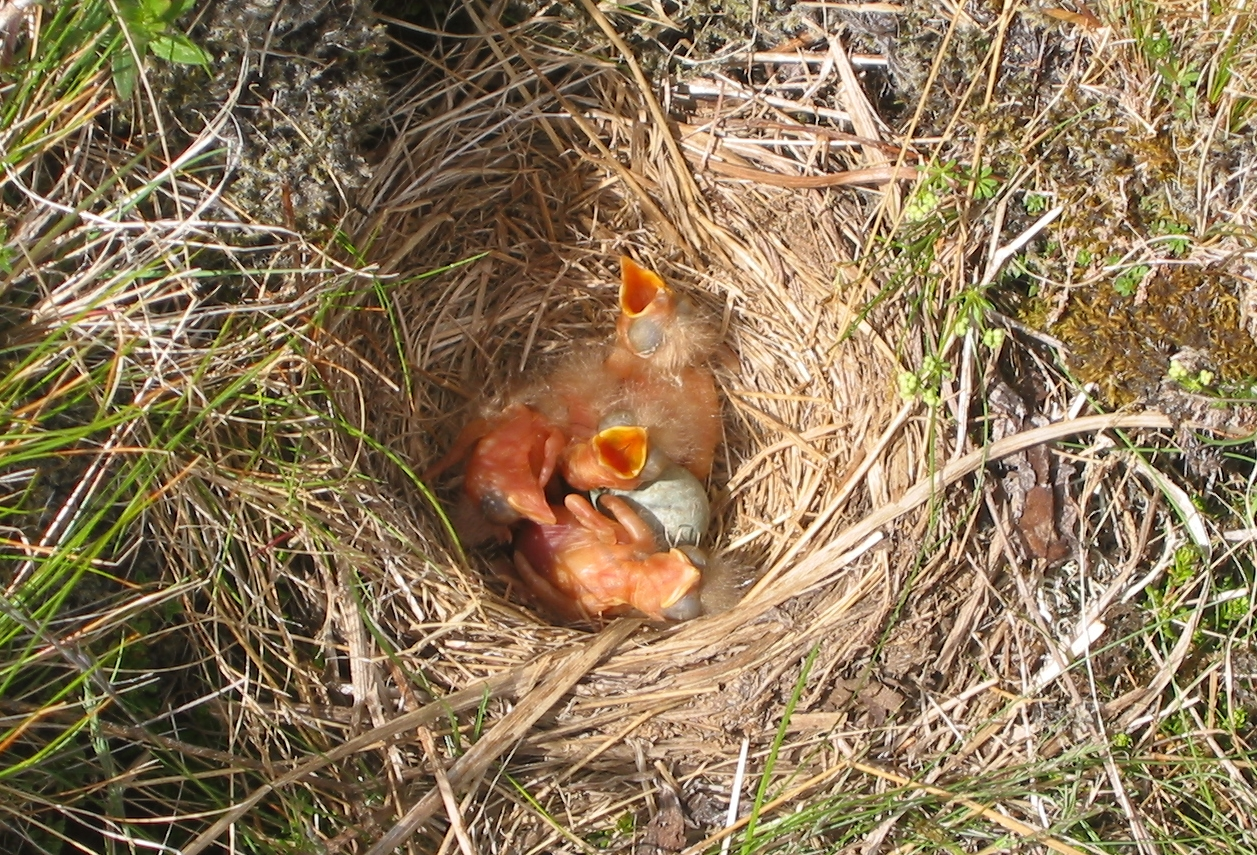
Cuib în formă de cupă

Cuiburile în formă de ceașcă sau de cupă sunt formate dintr-o împletitură de materiale flexibile (paie, bețe, pânză de păianjen) plus în unele cazuri, noroi. Majoritatea păsărilor Passeriformes dar și păsările colibri sau păsările Apus apus își construiesc un astfel de tip de cuib. Materialul flexibil și forma cuibului permit ca acesta să se muleze pe lângă corpul păsării astfel păstrând căldura necesară incubării ouălor.

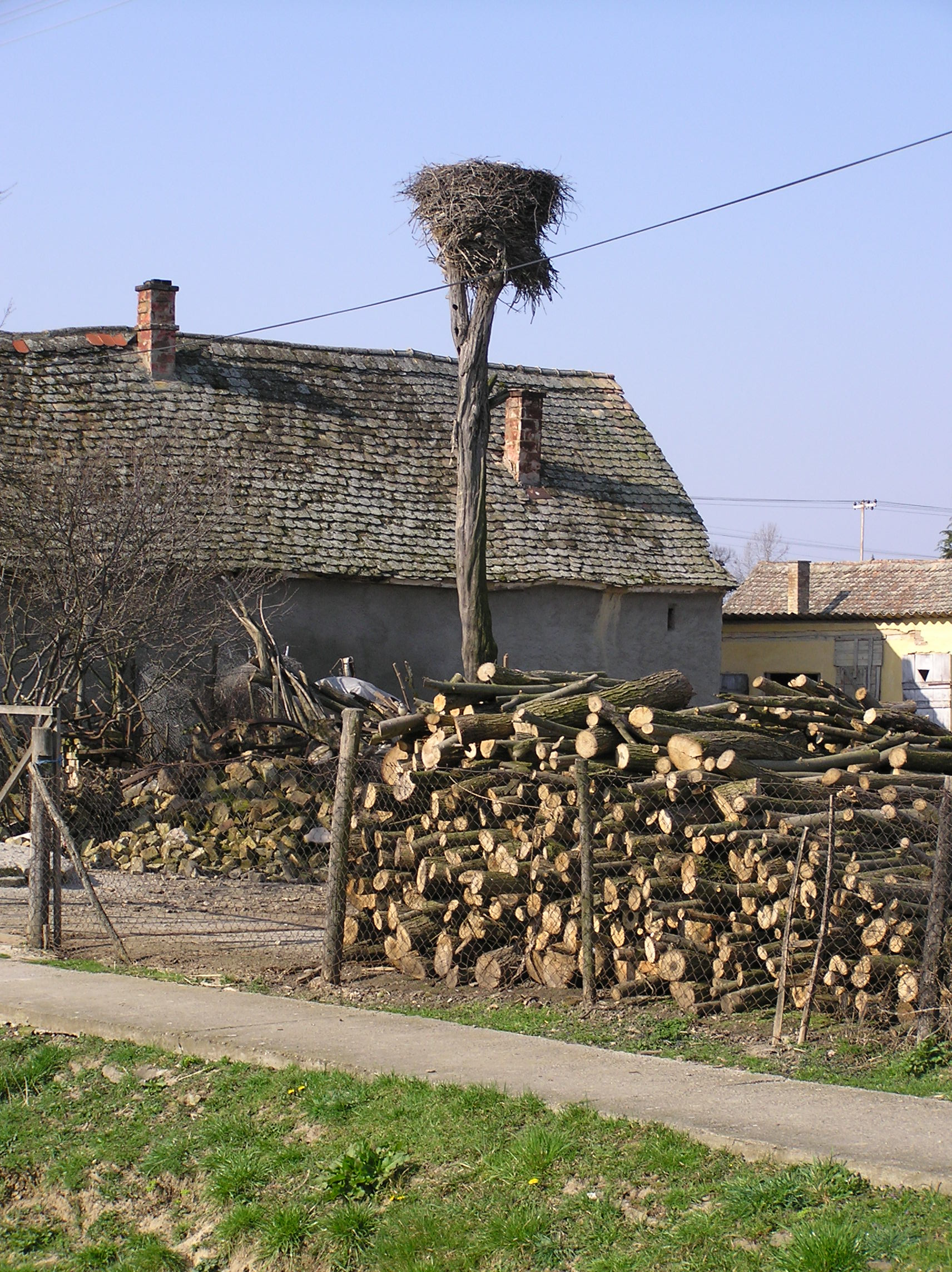
Cuib platformă

Cuibul platformă este o structură, în general mare, de câteva ori mai mare ca pasărea gazdă. Multe dintre păsările răpitoare îți fac cuiburi platformă în părțile înalte ale copacilor. Aceste cuiburi sunt folosite mai mulți ani la rând și în mod continuu sunt îmbogățite cu noi elemente ceea ce face ca în timp să devină mult prea grele pentru ramurile pe care sunt construite și acestea se rup mai ales în timpul vijeliilor sau ploilor abundente. Unele păsări își construiesc aceste cuiburi în vârful unor stâlpi de lemn sau ciment, cum ar fi cazul berzelor. Cuiburile sunt alcătuite dintr-o aglomerare de elemente vegetale, paie, fân, ramuri.

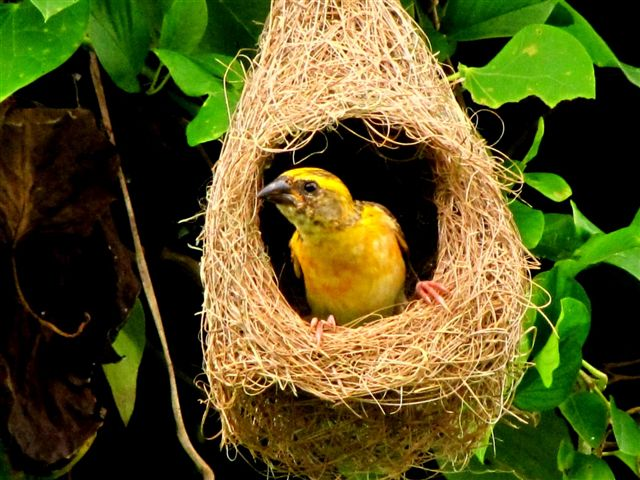
Cuib agățat

Cuiburile agățate sunt cuiburile care au forma unor pungi împletite din materiale flexibile (ierburi, bețișoare, paie și chiar ațe sau sârmulițe) care sunt suspendate de crengile copacilor.
Păsările din familiile Psarocolius, Cacicus, Oriolidae, Ploceidae sau Nectariniidae sunt cele care împletesc cuiburile agățate.

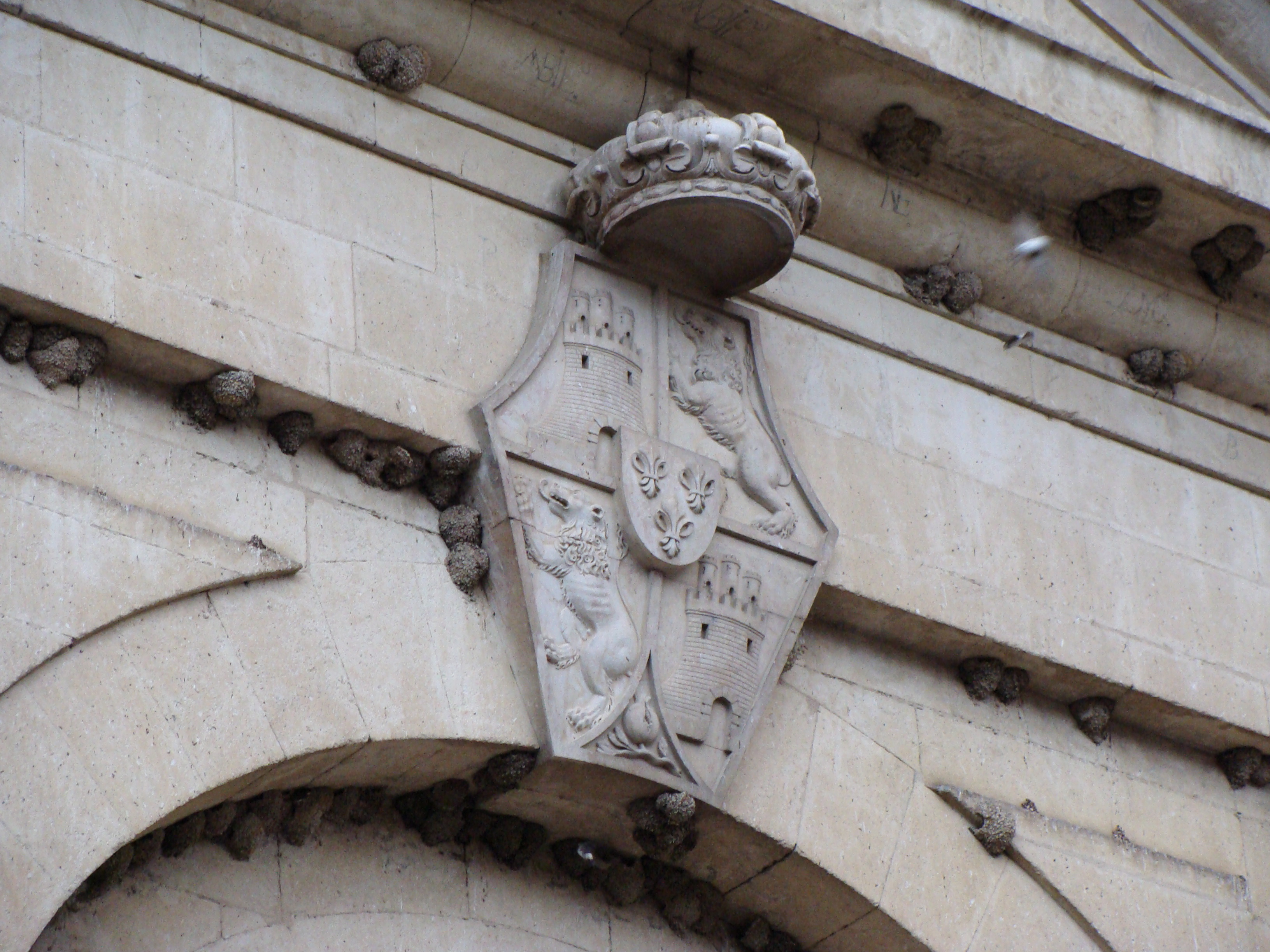
Cuiburi sferice de rândunele

Cuiburile sferice sunt construcții din noroi, de formă rotunjită, pe care le construiesc unele păsări precum rândunicile în ungherele caselor sau altor construcții sau pe pereții unor râpe sau stânci.

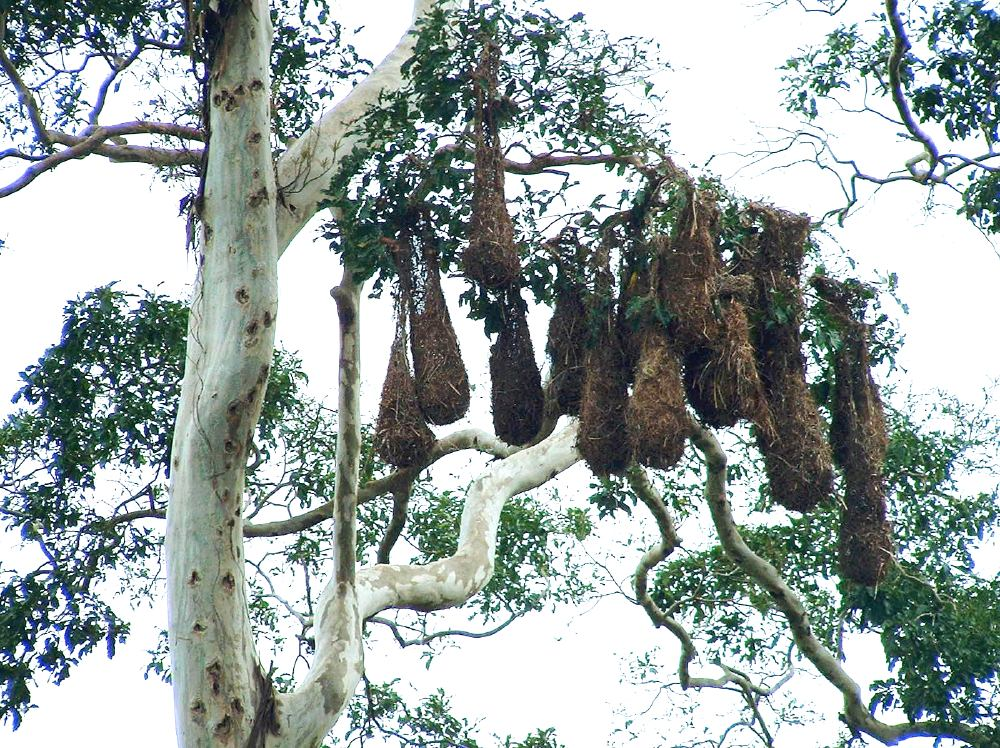
Grupare de cuiburi

## Coloniile de cuiburi
Chiar dacă majoritatea păsărilor își așază cuibul de forma individuală există și unele specii care se grupează în colonii în momentul de construirii cuiburilor. Din această categorie fac parte păsările marine, pinguinii, egretele, pescărușii, rândunicile de mare, păsările țesător, corbii și uneori vrăbiile. Adunarea în colonii aduc beneficii importante păsărilor, acestea fiind: o protecție mai bună înaintea prădătorilor sau folosirea mai bună a surselor de hrană.

## Vezi și
- Adăpost pentru porumbei
- Cuib artificial